# Mellem grænser
|  | Denne artikel er oprettet af botten PalnaBot ud fra en ekstern database. Den kan derfor have sproglige fejl eller mangler. Denne skabelon kan fjernes efter kontrol af indholdet. |

Mellem grænser er en kortfilm fra 1986 instrueret af René Bo Hansen efter manuskript af René Bo Hansen.

## Handling
Spillefilmagtig dokumentarfilm, der portrætterer en ung palæstinensisk flygtning og hans situation. Scener fra Libanon skildrer hans baggrund, mens scener fra Danmark viser ham i et kulturelt ingenmandsland.